# Stančikas
Stančikas ist ein litauischer männlicher Familienname.

## Weibliche Formen
- Stančikaitė (ledig)
- Stančikienė (verheiratet)

## Namensträger
- Andriejus Stančikas (* 1961), Agrarfunktionär und Politiker,  Mitglied des Seimas
- Valdemaras Stančikas  (*  1979),  Rechtsanwalt und Politiker,  Vizeminister für Umwelt